# Coanegra (grup musical)
Coanegra és un grup musical mallorquí, creat a Santa Maria del Camí l'any 1984.
Els fundadors del grups varen ser Teodor Salvà, Gregori Negre, Magdalena Canyelles, Emili Contreras i Rafel Ramis). El grup va voler actualitzar la musica tradicional mallorquina, incorporant altres influències musicals, fins a definir-se com un grup de música mediterrània experimental. Han combinat la instrumentació tradicional i la moderna. L'estiu de 1985 actuaren a la Mostra Musical Illenca del Palau de la Premsa. El 1986 varen ser els representants mallorquins a les Trobades de Música Mediterrània celebrades a Palma. El primer disc, "Coanegra", es va presentar a Santa Maria l'estiu de 1987.Obtingueren el primer premi a la millor recuperació folklòrica a Santiago de Compostel·la el 1988. Altres discs es varen editar el 1989 i 1990. Ha participat al Centre Artesà Tradicionarius (1995,1996). El 2015 va presentar el seu espectacle "Fora botiflers, fora galls'' dedicat a la celebració del tricentenari de la Guerra de Successió. Recentment han editat el seu darrer treball discogràfic Coanegra Alè (2016) a on es demostra com un grup ric en influències d'arreu de les illes i ple de musicalitat mediterrània.

## Components[calcitació]
- Rafel Bauçà (xeremies)
- Magdalena Canyelles (mandolina i veu)
- Emili Contreras (percussions)
- Gori Negre (bouzouki, saxo, guitarra i veu)
- Rafel Ramis (guitarró i bouzouki)
- Teodor Salvà (flauta travessera, flauta dolça i flabiol)
- Miquel Ferrer (bateria i percussions)
- Pau Mir (baix elèctric)
- Pere Mesquida (baix elèctric)
- Josep Rotger ( Xeremies i Saxo soprano)

Formació actual
- Gori Negre
- Carles Seguí (guitarra i bouzouki)
- Miquel Jaume (Baix elèctric i acústic)
- Sebastià Simonet (Bateria)
- Jaume Sastre (violí)
- Bartomeu Vaquer (guitarra clàssica)
- Miquel Perelló "Canta" (flabiol i flauta barroca)

## Discografia
- Coanegra (1987)
- Coanegra (1989)
- Talaia (1990)
- Alè (2016)